# Dingle (Iloilo)
Pour les articles homonymes, voir Dingle (homonymie).
Dingle est une municipalité de 4e classe de la province d'Iloilo, aux Philippines. Elle comptait 38 311 habitants lors du recensement de 2000.

## Barangays
Dingle est divisé administrativement en 33 barangays.
- Abangay
- Agsalanan
- Agtatacay
- Alegria
- Bongloy
- Buenavista
- Caguyuman
- Calicuang
- Camambugan
- Dawis
- Ginalinan Nuevo
- Ginalinan Viejo
- Gutao
- Ilajas
- Libo-o
- Licu-an
- Lincud
- Matangharon
- Moroboro
- Namatay
- Nazuni
- Pandan
- Poblacion
- Potolan
- San Jose
- San Matias
- Siniba-an
- Tabugon
- Tambunac
- Tanghawan
- Tiguib
- Tinocuan
- Tulatula-an